# Jari Tervo

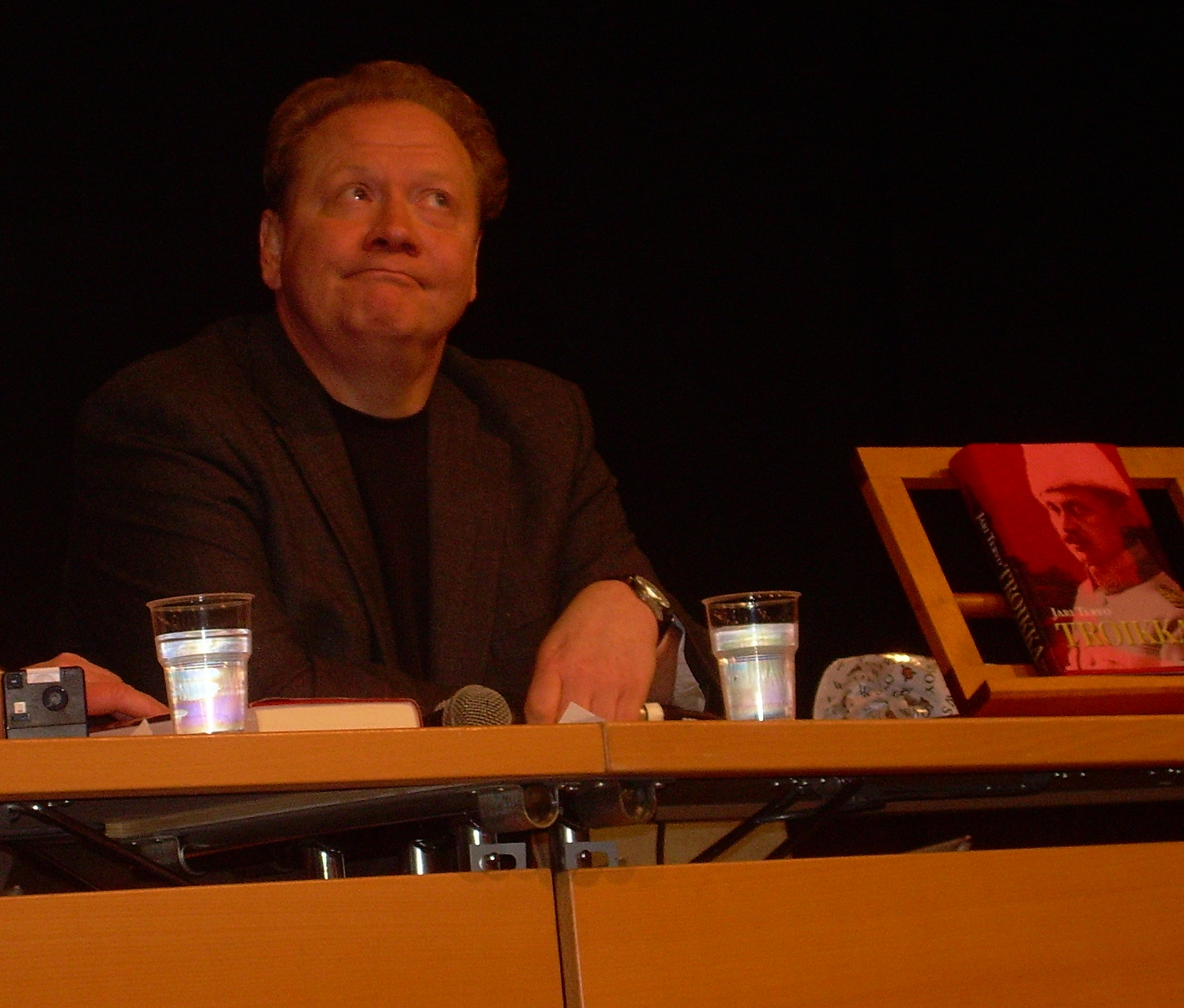
Jari Tervo, 2008

Jari Tervo (* 2. Februar 1959 in Rovaniemi, Finnland) ist ein finnischer Schriftsteller.
Seinen Durchbruch schaffte er 1992 mit dem Roman The Court of the North. Neben seinen Romanen veröffentlichte Tervo auch Lyrik (1980 Tuulen keinutuoli, 1983 Sillankorvassa, illansuussa, 1988 Kaistan taivasta, 1990 Muistoja pohjolasta, 1999 Intialainen lippalakki. Valitut runot 1978-90). 2000 erhielt er den Finnischen Krimipreis für den Roman Die Geschichte meiner Familie.

## Bibliographie
- 1992: The Court of the North / Pohjan hovi
- 1993: Policeman’s son / Poliisin poika
- 1994: Siat ja naudat
- 1995: Numbered among your saints / Pyhiesi yhteyteen
- 1997: Windswept expanse / Tuulikaappimaa
- 1998: Taksirengin rakkaus
- 1999: Die Geschichte meiner Familie / Minun sukuni tarina
- 2000: Kallellaan. Isän päiväkirja
- 2001: Suomemme heimo
- 2002: Rautapää
- 2003: Siperian tango. Valitut novellit
- 2004: Myyrä
- 2006: Ohrana
- 2008: Troikka